# Gerhard Hessenberg
Gerhard Hessenberg (ur. 16 sierpnia 1874 we Frankfurcie, zm. 16 listopada 1925 w Berlinie) – niemiecki matematyk zajmujący się głównie geometrią rzutową i teorią mnogości.

## Życiorys
Doktoryzował się w 1899 w Berlinie u Hermanna Schwarza i Lazarusa Fuchsa na podstawie pracy Über die Invarianten linearer und quadratischer binärer Differentialformen und ihre Anwendung auf die Deformation der Flächen. Znany m.in. z wyniku mówiącego, iż twierdzenie Pascala pociąga twierdzenie Desargues’a oraz z wprowadzenia pojęć naturalnej sumy i produktu (Hessenberga) liczb porządkowych. Udowodnił twierdzenie, zwane dziś twierdzeniem Cantora. Nazwa macierzy Hessenberga pochodzi od nazwiska jego bliskiego krewnego, Karla Hessenberga. Habilitował się w 1901 na Uniwersytecie Technicznym w Berlinie w zakresie geometrii wykreślonej. W 1904 przeniósł się do tamtejszej Wojskowej Akademii Technicznej. W latach 1907-10 profesor Akademii Rolniczej w Bonn-Poppelsdorf i wykładowca na Uniwersytecie w Bonn, w 1910 został mianowany profesorem zwyczajnym na TH Breslau (1914-1916 rektor). W 1918 przyjął powołanie do Tybingi, a w 1925 wyjechał do Berlina jako profesor zwyczajny geometrii wykreślonej na Uniwersytecie Technicznym. Od 1916 był członkiem Leopoldiny.